# Ramón Otero Pedrayo
Ramón Antonio Vicente Otero Pedrayo (Orense, 5 de marzo de 1888-Orense, 10 de abril de 1976) fue un escritor y político español, vinculado ideológicamente al galleguismo republicano.

## Biografía

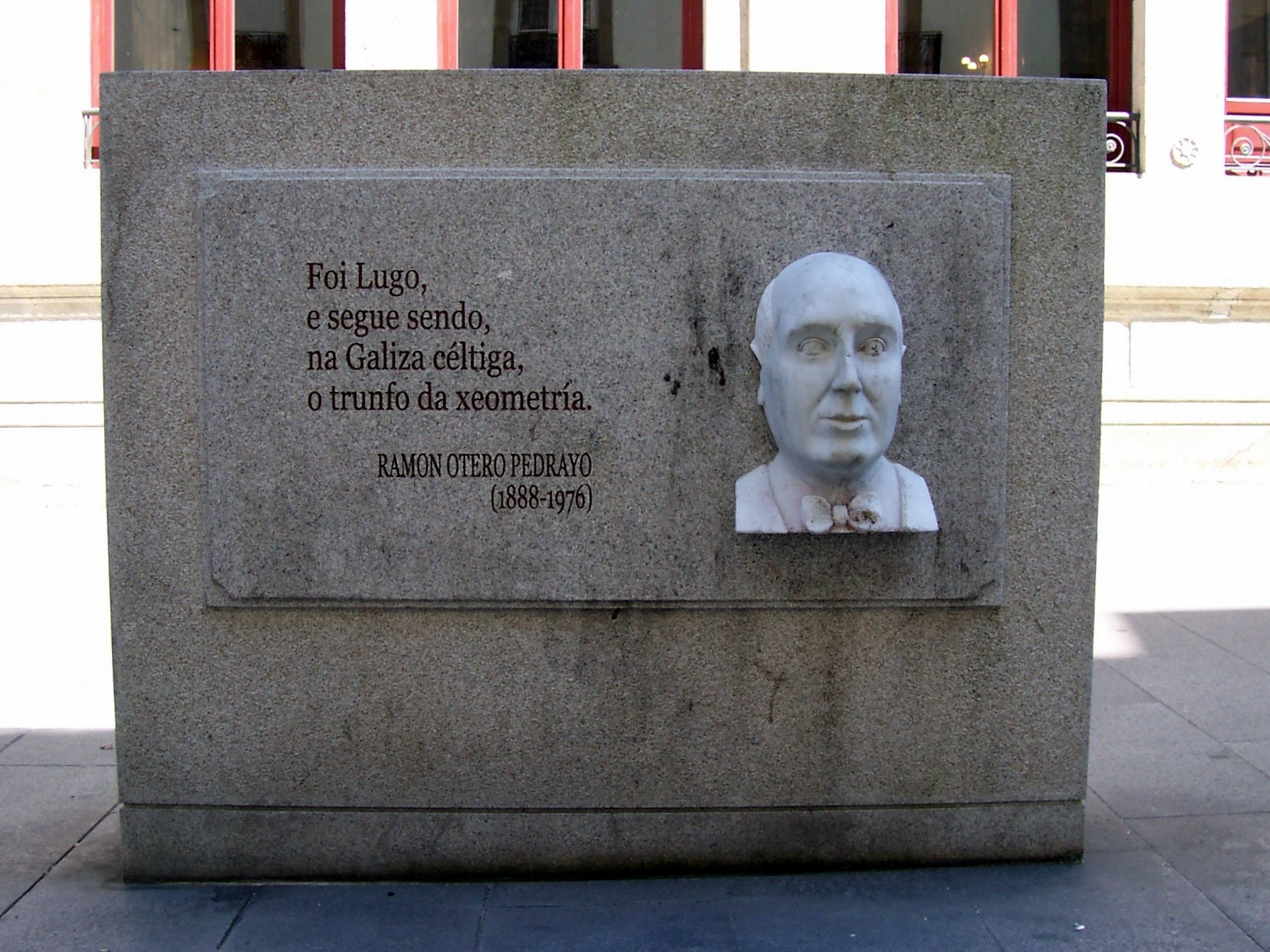
Placa en Lugo a Otero Pedrayo

Nacido en Orense el 5 de marzo de 1888, perteneció al denominado grupo Nós ("Nosotros"). Trabajó distintos géneros literarios: ensayo, novela y poesía, además de estudios científicos geográficos de su cátedra de la Universidad de Santiago de Compostela. En la Guía de Galicia, que dirigió, están algunas de sus mejores aportaciones. Militante del Partido Galeguista, fue diputado en las Cortes de la República.
Entre sus novelas destacan Os camiños da vida (Los caminos de la vida) y O mesón dos Ermos (El mesón de los Ermos), descripción minuciosa de las costumbres y de la vida rural gallega. Pero la más conocida es Arredor de si (Alrededor de sí) que puede considerarse como parcialmente autobiográfica y que nos permite vislumbrar los caminos que recorrieron los integrantes de la llamada Generación Nós hasta el galleguismo. En este sentido "autobiográfico", Arredor de si se completa con los artículos Dos nosos tempos (De nuestros tiempos) de Florentino López Cuevillas, y con Nós, os inadaptados (Nosotros, los inadaptados) de Vicente Risco, estos dos últimos aparecidos en la revista Nós.
La biblioteca y los documentos y escritos de Otero Pedrayo están conservados por la fundación que lleva su nombre y la Fundación Penzol, gestionando la primera la casa-museo de Trasalba.

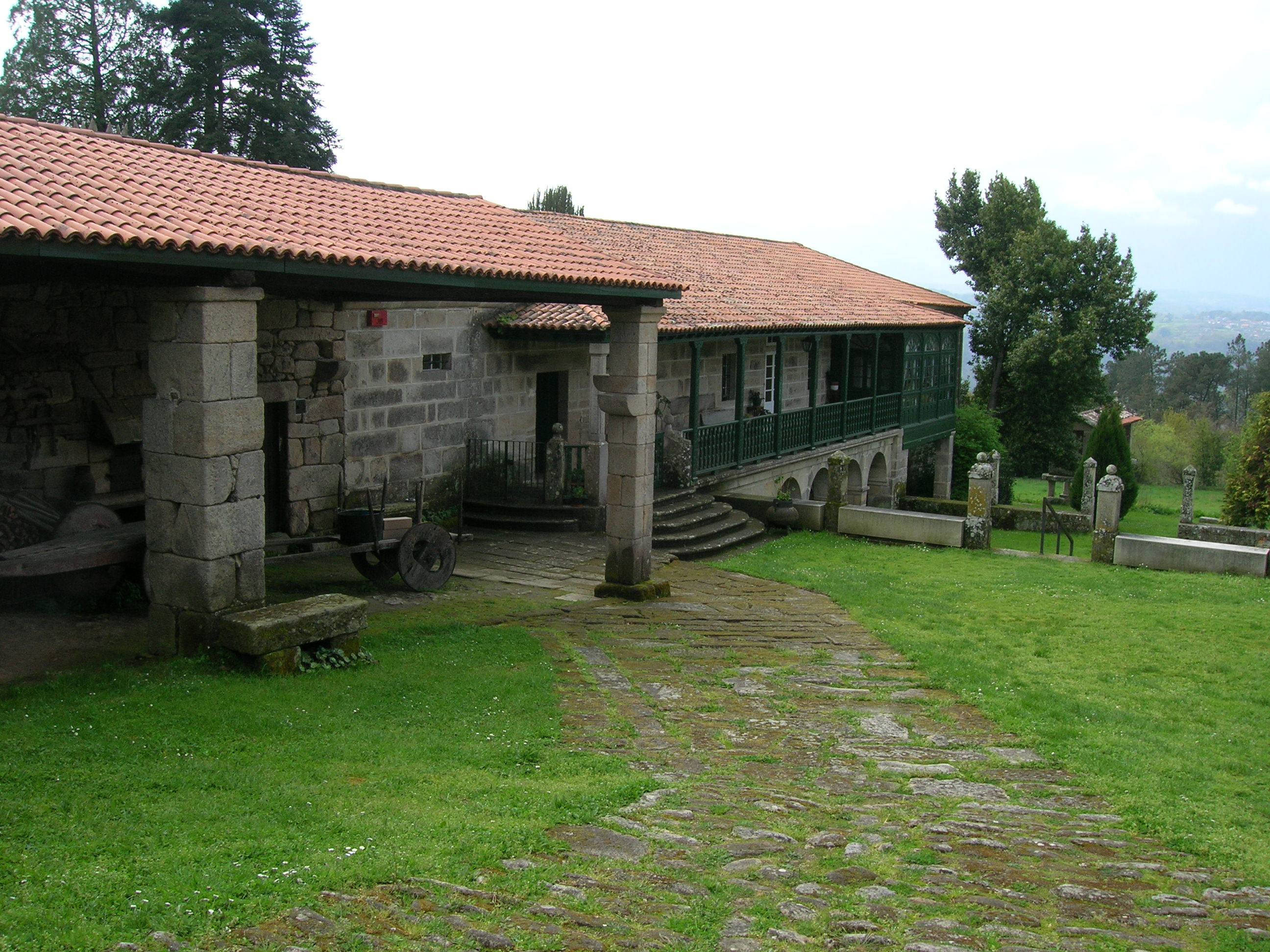
Casa Museo Otero Pedrayo en Trasalba, Amoeiro (Orense).

## Obra
Sus obras, ordenadas cronológicamente son:
- Pantelas, home libre (Pantelas, hombre libre) (relatos breves) (1925).
- O purgatorio de don Ramiro (El purgatorio de don Ramiro) (relatos breves) (1926).
- Guía de Galicia (1926).
- Escrito na néboa (Escrito en la niebla) (relatos breves) (1927).
- Os camiños da vida (Los caminos de la vida) (novela en tres libros) (1928).
- A lagarada (La lagarada) (teatro) (1928).
- Síntese xeográfica de Galicia (1926).
- Pelerinaxe (1926).
- Arredor de si (Alrededor de sí) (novela) (1930).
- Contos do camiño e da rúa (Cuentos del camino y de la calle) (relatos breves) (1932).
- A romaría de Xelmírez (1934).
- Fra Vernero (novela) (1934).
- Teatro de máscaras (teatro) (1934).
- Devalar (novela) (1935).
- Ensaio histórico sobre a cultura galega (1939).
- O mesón dos Ermos (El mesón de los Ermos) (relatos breves) (1936).
- O desengano do prioiro (El desengaño del prior) (teatro) (1952).
- Polos vieiros da saudade (1952).
- Entre a vendima e a castañeira (Entre la vendimia y la castañera) (1957) (relatos breves).
- Bocarribeira. Poemas pra ler e queimar (Bocarribera. Poemas para leer y quemar) (poesía) (1958) .
- Rosalía (diálogo teatral) (1959).
- O señorito da Reboraina (El señorito de la Reboraina) (novela) (1960).
- O espello no serán (1966).
- Síntese histórica do século XVIII en Galicia (1969).
- O fidalgo e a noite (El hidalgo y la noche) (diálogo aparentemente teatral) (1970) .
- Noite compostelá (Noche compostelana) (diálogo aparentemente teatral) (1973).
- O Maroutallo (El Maurotallo) (1974) (relatos breves).
- Teatro de máscaras (1975)